# Al Berto – Grenzenlose Liebe
Al Berto – Grenzenlose Liebe ist ein portugiesischer Film des Regisseurs Vicente Alves do Ó aus dem Jahr 2017. Er zeichnet einen entscheidenden Abschnitt im Leben des homosexuellen portugiesischen Lyrikers Al Berto nach, als er nach der Nelkenrevolution 1974 in Portugal aus seinem belgischen Exil vorübergehend nach Sines zurückkehrte, wo er aufgewachsen war.
Regisseur Vicente Alves do Ó drehte den Film nicht nur aus Bewunderung für den Dichter Al Berto, sondern auch auf Grund seiner persönlichen Biografie, die sich mit der Al Bertos kreuzte. So wuchsen sie beide in Sines auf, Al Bertos Liebesgefährte João Maria war der ältere Bruder des Regisseurs, und seine Mutter Alcide war mit Al Berto bekannt.

## Handlung
Nach dem Ende der repressiven Estado Novo-Diktatur kehrt Alberto im Sommer 1975 aus Brüssel nach Sines zurück. Das Klima des Aufbruchs und der Befreiung hat auch die Kleinstadt erfasst, wo die Kommunistische Partei Portugals nun einigen Einfluss hat und sich die Jugend frei zu entfalten versucht. Um Al Berto sammeln sich Jugendfreunde und neue Bekannte, die ihre Liebe zu Poesie und Musik, ihr Hang zum Hippieleben und zu frei ausgelebter Sexualität verbindet, jedoch häufig weiter unter dem Einfluss von familiären Abhängigkeiten und ihrer traditionellen Erziehung stehen. Der Palácio Pidwell, die heruntergekommene Villa der bürgerlichen Familie Al Bertos, die nach den revolutionären Enteignungen leer steht, wird zum Zufluchtsort der Gruppe, die dort ausschweifende Partys feiert und von der Gesellschaft verstoßenen Einzelgängern, Pärchen und alleinerziehenden Müttern ein Heim bietet. Al Berto verliebt sich in den Musiker João Maria, der trotz seiner Beziehung zur lyrikbegeisterten, aber in den einfachen Verhältnissen ihrer Fischerfamilie gefangenen Sara nun seine Homosexualität auslebt. Auch Al Berto gibt sich Abenteuern sowohl mit Frauen als auch Männern hin, doch bleiben sich Al Berto und João Maria in ihrer Liebe vorerst eng verbunden.
Trotz aller Aufbruchstimmung steht die lokale Bevölkerung den Neuerungen zu großen Teilen noch skeptisch gegenüber: die bürgerlichen Kreise misstrauen dem kommunistischen Einfluss in der Revolution, die Kommunisten misstrauen allen bürgerlichen Einflüssen in Gesellschaft und Kultur, und die einfachen Menschen sehen sich trotz aller Neuerungen, wie die entstehende Sines-Raffinerie, weiterhin von ihren alten Existenzängsten bestimmt. Dabei gehen die schnellen politischen Veränderungen nicht mit einer ähnlich schnellen gesellschaftlichen Entwicklung einher, und der ausschweifende und nonkonforme Lebensstil der Gruppe stößt auch auf Ablehnung, neben den konservativen bürgerlichen Kreisen vor allem bei den Kommunisten und den ihnen in Teilen verbundenen einfachen Leuten, die den Lebensstil nicht verstehen und ihn als dekadent und bedrohlich verurteilen. Dabei schlägt ihnen zunehmend offene Ablehnung bis hin zu Gewalt und polizeilicher Repression entgegen, die Alberto und einigen seiner Vertrauten in gleicher Weise entgegentreten. Alberto eröffnet einen Buchladen und in seinem Haus finden beachtete kulturelle Veranstaltungen statt, doch führen die Umstände dennoch zum Auseinanderbrechen der Gruppe, zu groß sind noch die gesellschaftlichen Widerstände und Zwänge in einer Kleinstadt, in der sich alle kennen und sich gegenseitig haben aufwachsen sehen.

## Rezeption
Der Film feierte am 5. Oktober 2017 in Portugal Premiere und erschien 2018 als DVD in verschiedenen Ländern (in Portugal bei NOS Audiovisuais). Er lief danach auf einer Vielzahl Filmfestivals, darunter das Festival Internacional de Cine en Guadalajara, das Miami Film Festival und das FilmOut San Diego. Dabei erhielt er auch einige Auszeichnungen so in San Diego (Bester Internationaler Film, Beste Kamera) und den Publikumspreis beim französischen Ciné Friendly-Filmfestival in Rouen. In Portugal errang er mehrere Filmpreise, darunter beim portugiesischen Filmpreis Prémios Sophia, bei den CinEuphoria-Auszeichnungen und bei den Prémios Aquila. Am 15. Mai 2020 wurde der Film erstmals im portugiesischen Fernsehen gezeigt, im ersten Kanal des öffentlich-rechtlichen Fernsehsenders RTP.
Die Kritik bewertete den Film überwiegend positiv. Die liebevolle, auf Authentizität achtende Ausstattung und die weitgehend an Originalschauplätzen gedrehten Einstellungen wurden dabei hervorgehoben, ebenso der vermittelte Zeitgeist und die damals vorherrschenden gesellschaftlichen Brüche, wenn auch gelegentlich die gesellschaftlichen Umstände als zu sehr hinter den amourösen und erotischen Beziehungen zurückbleibend angemerkt wurden. Andere Kritiker sahen den Film zu unentschlossen zwischen Generationenkonflikt und Dichterporträt agieren.

„In seiner Beziehung zu seinem Geliebten, aber auch in den Experimenten mit alternativen Lebensentwürfen artikuliert sich (...) zwar ein befreites Lebensgefühl, doch die inneren Fesseln der Diktatur lassen sich nicht so schnell abstreifen. Das teilweise auf persönlichen Erinnerungen beruhende Drama interessiert sich allerdings mehr für die homoerotische Liebesbeziehung und konstatiert die Widersprüche der Zeitenwende mehr, als dass es sie erforschen würde.“

„Vicente Alves do Ó will sowohl einen Generationenfilm als auch ein Künstlerporträt machen und macht am Ende keines von beidem. („Vicente Alves do Ó quer fazer tanto um filme de geração como um retrato de artista, e acaba por não fazer nem um nem outro.“)“